# Liste der Bodendenkmäler in Coesfeld
Die Liste der Bodendenkmäler in Coesfeld enthält die denkmalgeschützten unterirdischen baulichen Anlagen, Reste oberirdischer baulicher Anlagen, Zeugnisse tierischen und pflanzlichen Lebens und paläontologischen Reste auf dem Gebiet der Stadt Coesfeld im Kreis Coesfeld in Nordrhein-Westfalen (Stand: September 2007). Diese Bodendenkmäler sind in Teil B der Denkmalliste der Stadt Coesfeld eingetragen; Grundlage für die Aufnahme ist das Denkmalschutzgesetz Nordrhein-Westfalen (DSchG NRW).

## Liste
| Bild                                                  | Bezeichnung                                           | Lage                      | Beschreibung | Bauzeit         | Eingetragen seit | Denkmal- nummer |
| ----------------------------------------------------- | ----------------------------------------------------- | ------------------------- | --- | --------------- | ---------------- | --------------- |
| Grabhügelgruppe, Mkz. 4009,5 a, b c                   | Grabhügelgruppe, Mkz. 4009,5 a, b c                   | Lette, Herteler Karte     | |                 |                  | 1               |
| weitere Bilder                                        | Jansburg, Mkz. 4108,1                                 | Letter Bruch Karte        | Reste (Erdwälle und Gräben) einer Ringwallburg der Chamaver aus dem ausgehenden ersten Jahrhundert nach Christus | ca. 100 n. Chr. |                  | 2               |
| BW                                                    | Zwei Grabhügel, Mkz. 4108,16 und 4108,17              | Letter Bruch Karte        | |                 |                  | 3               |
| Grabhügel, Mkz. 4108,39                               | Grabhügel, Mkz. 4108,39                               | Letter Bruch Karte        | |                 |                  | 4               |
| Bereich „Alter Kirchplatz“, Mkz. 4109,51              | Bereich „Alter Kirchplatz“, Mkz. 4109,51              | Lette Ortsmitte Karte     | |                 |                  | 5               |
| Gräftenanlage „Anepel“ im Bereich Lette, Mkz. 4109,68 | Gräftenanlage „Anepel“ im Bereich Lette, Mkz. 4109,68 | Lette, Stripperhook Karte | |                 |                  | 6               |
| BW                                                    | Gräftenanlage „Burggraben“, Mkz. 4008,34              | Stevede Karte             | |                 |                  | 7               |
| BW                                                    | Grabhügel, Mkz. 4008,33                               | Flamschen Karte           | |                 |                  | 8               |
| BW                                                    | Grabhügel, Mkz. 4008,39                               | Flamschen Karte           | |                 |                  | 9               |
| BW                                                    | Zwei Grabhügel, Mkz. 4008,30 und 4008,31              | Flamschen Karte           | |                 |                  | 10              |
| BW                                                    | Zitadelle, Mkz. 4009,68                               | Coesfeld Am Ravelin Karte | Rest des ehemaligen Burggrabens der ehemaligen Zitadelle Ludgerusburg, heute Biotop                              | 1654–1659       |                  | 11.1            |
| weitere Bilder                                        | Zitadelle, Mkz. 4009,68                               | Coesfeld Am Ravelin Karte | St.-Johannes-Ravelin der ehemaligen Zitadelle Ludgerusburg                                                       | 1654–1659       |                  | 11.2            |
| BW                                                    | Teilbereich der Zitadelle, Mkz. 4009,68               | Coesfeld Karte            | | 1654–1659       |                  | 11 a            |
| Grabhügel "Monenberg", Mkz. 4008,38                   | Grabhügel "Monenberg", Mkz. 4008,38                   | Goxel Karte               | |                 |                  | 12              |
| BW                                                    | Grabhügel, Mkz. 4008,3                                | Flamschen Karte           | |                 |                  | 13              |
| ehemalige Sandgrube Stevede                           | ehemalige Sandgrube Stevede                           | Stevede Karte             | |                 |                  | 14              |